# Línia 55 d'autobusos de Barcelona
La línia 55 és una línia regular d'autobús urbà de la ciutat de Barcelona gestionada per l'empresa TMB. Fa el recorregut entre el Parc de Montjuïc i la Plaça Catalana, amb una freqüència en hora punta d'11-13 minuts.

## Història
Al ple de l'Ajuntament de 12 de febrer de 1950 es va autoritzar Tramvies de Barcelona per establir i explotar una línia de troleibusos anomenada "Trolebús del Guinardó". Constituïa el projecte d'addició a la concessió de la línia de troleibusos Pl. Glòries a Sans (que és així com es coneixia la línia que circularia per les actuals Av. Diagonal, Pl. Francesc Macià, P. Sant Joan, i Gran Via), refrendada pel Ministeri d'Obres Públiques per Ordre ministerial del 16 d'abril de 1945.
Aquesta autorització tenia planejat crear la línia de trolebús enllaçant amb la línia principal a l'encreuament d'av. actual Pi i Margall), carrer Sardenya, Av. Verge de Montserrat i Pº Maragall. Aquest últim mai no arribo, una pena.
Finalment, el servei de trolebús va ser inaugurat, el diumenge 14 d'octubre del 1951 a les 12.00h, amb el nom FH. El seu recorregut era entre la Ronda Sant Antoni-Tamarit i la Plaça Sanllehy, és a dir, la unió entre el centre de la ciutat i la falda del Carmel, que iniciava una espectacular superpoblació. El servei, que tenia una periodicitat de 7 minuts i estava servit amb sis trolebusos, recorria els carrers de Tamarit, Ronda Sant Antoni, Pl. Universitat, Pl. Catalunya, Pl. Urquinaona, Ronda Sant Pere, Pº Sant Joan, Pº General Mola, General Sanjurjo, Sardenya i Pl. Sallenhy. El seu itinerari era semblant al del desaparegut tramvia 31 (Mercat Sant Antoni - Travessera), i va tenir immediatament una gran acceptació.
La Companyia tenia pensat que circulés entre la pl. Calvo Sotelo i la pl. Barcelona" al diari "La Vanguardia" del dia 27 de juliol de 1950, en què s'anunciava aquesta nova línia FH Pl. Calvo Sotelo - Pl. Sanllehy per al dia 1 d'agost de 1950. Encara que l'endemà, el 28 de juliol, i amb un breu "Per dificultats administratives sorgides a última hora..." la companyia va publicar una segona nota de premsa desdicant-se d'aquesta inauguració i aplanant-la per més endavant. Probablement es va deure a la reconsideració municipal de posseir una línia de més recorregut, substitutiu de l'antiga línia 31 de tramvies. Però aquell any i amb aquest recorregut més gran, la Companyia no disposava de material mòbil suficient per establir aquest servei i va haver d'esperar-se l'any següent (1951).
Durant els anys següents es va estendre la línia àrea de la filòvia i el 13 de desembre de 1953 es prolonga la línia fins a Rocafort-Tamarit
A la Comissió Municipal Permanent del 3 de novembre de 1954, l'Ajuntament va aprovar el projecte de variant del tram final de la concessió denominada "Trolebús del Guinardó", i, en el seu. virtut, autoritzar Tramvies de Barcelona, SA, per instal·lar la filovia al llarg de l'avinguda de la Mare de Déu de Montserrat, i establir el bucle de tornada als carrers de Torre dels Pardals, Varsòvia i Segle XX, en els seus trams contigus a l'avinguda de la Mare de Déu de Montserrat.
El 27 d'abril de 1955 va ampliar el recorregut des de la Plaça Sanllehy per l'av. Verge de Montserrat fins a la cruïlla amb el carrer Telègraf. En aquesta cruïlla es va crear una mena d'eixamplament de l'av. Verge de Montserrat per situar el bucle terminal, eixamplament que ha perdurat fins al nostre dia. No es va arribar a fer el tram de l'av. Verge de Montserrat fins al carrer Segle XX que es va aprovar l'any anterior.
En aquesta mateixa data va quedar suprimida la línia FG (Pl. Urquinaona - Pl. Sallenhy) absorbida per aquesta línia FH
Aleshores, el 1955, també es preveia ampliar la línia per l'av. Verge de Montserrat fins a un bucle que es pensava realitzar entre els carrers Torre dels Pardals, Varsòvia i Segle XX, però aquesta prolongació mai no es va realitzar.
El que si es va aprovar l'Ajuntament va ser, a la Comissió Municipal Permanent del 10 d'octubre del 1956, el projecte presentat per Tranvías de Barcelona per prolongar la línia des de la cruïlla del carrer del Telègraf amb l'avinguda de la Verge de Montserrat, per aquest i el carrer d'Amílcar fins a la plaça Catalana.
i així va ser, el 12 de març de 1957, és ampliar-se el seu recorregut des de la cruïlla del carrer Telègraf amb Av. Verge de Montserrat fins a la Pl. Catalana, endinsant-se al barri del Guinardó. Amb aquesta ampliació es va introduir una nova tarifa. La del tram Rocafort a Pl. Catalana costava 1'50 ptes i de Rocafort a Telègrafs (antic terminal): 1'25 ptes. Després hi havia les tarifes de Rocafort a Pl. Sanllehy, 1 pta,; Pl. Universitat a Pl. Catalana, 1'25 pta. i de Pl. Urquinaona a Pl. Catalana, 1 pta.
El 28 de març de 1957 va passar a circular, en sentit Guinardó, pels carrers Pelayo i Fontanella, deixant de fer-ho per la Ronda Universitat i Ronda San Pedro.
A la Comissió Municipal Permanent del 20 de maig de 1959 es va autoritzar a Tramvias de Barcelona l'establiment d'un servei nocturn de troleibusos denominat FN, entre els carrers Marqués del Duero i Camelias, gairebé idèntic que aquest servei diürn FH de trolebús. El recorregut projectat era el següent:
FN Marquès del Duero - Camelias
Anada: Ronda Sant Pau, Ronda Sant Antoni, Pl. Universitat, c. Pelai, Pl. Catalunya, c. Fontanella, Pl. Urquinaona, Ronda Sant Pere, c. Ali-Bey, Passeig Sant Joan, Passeig General Mola, Escorial, Camèlies.
Tornada: Camèlies, Sardenya, General Sanjurjo, Passeig General Mola, Passeig Sant Joan, Ausias March, Ronda Sant Pere, Pl. Universitat, Ronda Sant Antoni, Ronda Sant Pau.
El servei nocturn es prestaria entre les 22.00 hi 02.00 h amb una freqüència de 10 minuts i unes tarifes entre 1'5 i 3 ptes. Aquest any 1959 va ser el "boom" de creació de línies nocturnes i de serveis nocturns de les diürnes. Però aquesta línia FN no es va crear, i això que hagués estat la primera línia nocturna de trolebús de la ciutat.
L'1 d'abril de 1962 se substitueixen els troleibusos per autobusos del model Seida, nouvinguts a Barcelona, provinents del Dipòsit de Luchana.
El 27 de setembre de 1962, les línies FC, FH, FL, FP, FS, FT i NT, van deixar de circular per la Ronda Sant Pere i Pº Sant Joan entre el tram Pl. Urquinaona i Pº Sant Joan-Casp, per fer-los per Lauria i Caspe fins a l'esmentat punt.
El 13 de febrer del 1963 canvia el seu final del carrer Rocafort al carrer Calàbria.
El 3 de juny de 1963, junts amb les línies de troleibusos FH i FG, servides per autobusos, van canviar el seu itinerari de tornada per Pº Sant Joan i Ronda Sant Pere, a causa de la nova urbanització de la Pl. Urquinaona.
El 10 de setembre de 1964 entra en vigor el canvi d'indicatiu (de lletres a números) impulsat per la Companyia per a un millor enteniment de les línies. Li va correspondre el número 5, possiblement se li va assignar aquest número com a continuació del servei que va realitzar la línia 5 de tramvia a finals de la dècada dels 30.
A partir de l'11 de setembre de 1965, juntament amb les línies 19, 41 i FG, va deixar de circular (en direcció Pl. Catalana), pels carrers de Lauria i Caspe per fer-ho pel carrer de Trafalgar i enllaçar amb el P. Sant Joan a l'alçada de l'Arc de Triomf. Això va ser perquè aquesta línia ja no estava servida amb troleibusos i no estaven lligat a la xarxa de filòvia del carrer Casp.
El 10 de novembre de 1967 es prolonga el recorregut des del carrer Calàbria per l'av. Mistral fins a la seva confluència amb Marqués del Duero (Paralelo), és a dir tocant a la zona d'influència de la Pl. Espanya.
El 8 d'agost de 1969, les línies 5 i 31, en direcció Pl. Sanllehy, van establir una nova parada a la Pl. Puig Alfonso, coneguda popularment com la Plaça del Nen del Cèrcol. Per posar aquesta nova parada es van anul·lar dues existents de l'av. Mare de Déu de Montserrat: una av. Verge Montserrat - Amilcar i l'altra a l'av. Verge Montserra - Telègraf, on tenia històricament la parada final del trolebús.
Podem comentar que a l'estiu del 1969 la Companyia va proposar a l'Ajuntament destruir la Plaça Catalana. Va presentar una proposta d'obrir un canal de circulació pel centre de la plaça, a fi d'enllaçar en forma directa els dos trams del carrer Amílcar, i permetre que la calçada circular quedés sense trànsit principal i reservada pràcticament per als autobusos. Per aquella època, vint autobusos donaven servei a la línia, amb una freqüència de 3 minuts i mig, que provocava que a la Pl.Catalana hi poguessin haver més de dos autobusos alhora, que provocava molèsties a la circulació. La proposta, afortunadament, no es va arribar a fer.
El 18 de desembre de 1969 va passar a circular pel carrer Camelias, en comptes de l'av. Verge de Montserrat, entre el carrer Sardenya i la Pl. Font Castellana. A més aquest mateix dia es va prolongar les línies 21, 24 i 39 per aquest carrer Camèlies.
El 21 de gener de 1970, les línies 5, 19 i 205 van desviar el seu recorregut per Pº San Juan, Ausias March, Bailen i Ronda San Pedro, deixant de circular per l'Arc de Triomf. Es va anul·lar la parada de Ronda San Pedro i Arco Triunfo i es va traslladar al carrer Bailén, entre Ali-Bey i Ronda San Pedro.
El 7 de febrer de 1970 les línies 5 i 205 van variar el seu recorregut del Passeig General Mola per l'av. Pare Claret, carrer Bailen i la seva ruta. Desconeixem si aquest canvi va ser un desviament provisional.
El 17 de novembre de 1970, a conseqüència d'haver invertit el sentit de direcció als carrers Sepúlveda, Floridablanca i Tamarit, les línies 5, 9 i 41 van canviar igualment la seva direcció.
El 2 de març de 1972 les línies 5, 24, 29 Interior, 41, 64, NT i ND van deixar de circular pels carrers Casanova, Av. José Antonio (actual Gran Via), per fer-ho per Ronda San Antonio, Pl. Universitat ia la ruta.
Per obres a la Ronda Guinardó per fer-ho una via ràpida que enllacés amb la Travessera de Dalt, el dia 1 d'agost de 1972 les línies 5 i 205 van deixar de circular per General Sanajurjo i Ronda Guinardó per fer-ho per Secretari Coloma i Camelias a la seva ruta. Un cop acabades les obres va tornar a circular per la Ronda Guinardó el dia 20 de setembre de 1974.
El 8 d'agost del 1972 per canvis de direcció dels carrers Viladomat, Calàbria i Rocafort va modificar el seu itinerari. En direcció a Pl. Catalana, des de l'Av. Mistral circula pel carrer Calàbria a Floridablanca a la seva ruta.
A mitjan dècada dels 70 la línia comptava amb 16 cotxes, i 4 més especials, que començaven a la Pl. Catalunya per ampliar la línia en hores de més necessitat (era el que s'anomenava línia 205). L'itinerari es feia entre 38 i 45 minuts. (Butlletí Informatiu TB)
El 10 de gener de 1978, a les 4.30h, es prolonga el recorregut de nou, des de l'Av. Mistral cap a la muntanya de Montjuïc. Aquesta modificació es va fer a petició de l'Ajuntament de Barcelona per facilitar l'accés als museus de la zona i al palau dels esports. El seu nou recorregut partia de l'Av. Mistral i seguia pels carrers Vilamarí, Lleida i Av. Tècnica, a II Jocs Mediterranis, amb tornada pels carrers Lleida, Tamarit, Calàbria i Floridablanca per seguir amb el seu recorregut habitual.
A les tres setmanes, el 31 de gener de 1978, va modificar el seu recorregut per la zona del Palau dels Esports, per pujar directament pel carrer Lerida i situar el seu final al carrer II jocs Mediterranis (també al costat del Palau dels Esports) i baixar per l'Av. Tècnica, Av. Rius i Taulet i carrer Lleida per continuar amb el seu recorregut normal. Recorregut que es va mantenir, ja permanentment, durant molts anys.
El 15 de setembre del 1980, juntament amb les línies 45 i 22, la línia va passar a ser de cobrament automàtic amb màquines cancel·ladores grogues i va deixar de tenir la composició conductor + cobrador.
El 18 de maig del 1981 es van retirar les màquines cancel·ladores i es va implantar un nou servei de cobrament obert, amb agent-conductor.
El 18 de maig del 1983, TMB va canviar la nomenclatura de les línies d'autobusos 1, 2, 4 i 5 per no coincidir amb les línies de metro (la línia 3 d'autobús no existia en aquella època). Això es va fer per evitar possibles confusions entre línies d'autobusos i Metro, pensant tant en l'usuari habitual com en l'esporàdic. Concretament aquesta línia va canviar el seu número 5 pel del 55.
El juny del 1985 circulava amb 15 vehicles els dies laborables, un dels més alt de l'època.
El 29 de novembre de 1993 canvia el nom de l'Av. Tècnica, a Montjuïc, pel carrer de la Guàrdia Urbana.
El 9 de desembre de 1997 de nou amplia el seu recorregut per endinsar-se al barri del Poble Sec, des del carrer Lleida prosseguia pel carrer França Chica fins al Pº Exposició. Mapa de l'ampliació
El 22 de maig del 2002 i coincidint amb un plantejament de millores en la comunicació de la muntanya de Montjuich va prolongar el recorregut des del Poble Sec fins al carrer de Vivers, on hi ha diversos centres d'ensenyament, i d'aquesta manera ara presta servei fins a la Font del Gat, el Museu Nacional d'Art de Catalunya (MNAC), el Museu Etnològic, l'estadi olímpic i la Fundació Miró.
El 9 de maig del 2003 va ampliar el recorregut fins a la plaça Dante, a més també va modificar el seu itinerari per recuperar el seu antic recorregut pel Poble Sec i va tornar a passar pels carrers Mare de Déu del Remei, Radas i Exposició en sentit Pl. Catalana.
El 7 de setembre del 2017, en sentit Parc Montjuïc, deixa de circular pel carrer Tamarit, per fer-ho pel carrer Urgell en sentit mar i girar després per Manso, fins al carrer Calàbria. D´aquesta manera s´establia un carril bus pel carrer Manso. Va ser una de les millores de la implantació de la 5a. fase de la Nova Xarxa Bus. [Plànol de la modificació] També aquell mateix dia es va tallar al trànsit els carrers Tamarit i Conde Borrell per la zona del Mercat Sant Antoni
El 26 de novembre del 2018, amb l'arribada de la darrera fase de la Nova Xarxa Bus, va escurçar el recorregut fins a la Pl. Urquinaona. El tram suprimit va quedar cobert amb la línia 39.
Vegeu modificació del recorregut.
A partir del 30 de maig del 2020, i per la nova campanya de l'Ajuntament: "Obrim Carrers", la línia va modificar el recorregut els dissabtes i festius

## Cronologia
12.02.1950 - L'Ajuntament autoritza el trolebús del Guinardó
27.07.1950 - La companyia publica una nota de premsa informant de la propera inauguració de la línia FH (Pl. Calvo Sotelo - Pl. Sanllehy)
28.07.1950 - La companyia es desdiu del recorregut anterior
14.10.1951 - FH (Tamarit - Pl. Sanllehy)
13.12.1953 - FH (Rocafort - Pl. Sanllehy)
03.11.1954 - L'Ajuntament aprova la prolongació a l'Av.Virgen Montserrat
27.04.1955 - FH (Rocafort - C.Telègraf)
10.10.1956 - S'aprova la prolongació a Pl. Catalana
12.03.1957 - FH (Rocafort - Pl. Catalana)
28.03.1957 - Circula per Pelayo i Fontanella
20.05.1959 - L'Ajuntament autoritza el servei nocturn FN
01.04.1962 - Se substitueix per autobusos
27.09.1962 - Circula per Lauria i Caspe
13.02.1963 - FH (Calàbria - Pl Catalana)
03.06.1963 - Modifica el recorregut per la Ronda Sant Pere
10.09.1964 - Passa a denominar-se amb el número 5
01.09.1965 - Passa a circular per Trafalgar
10.11.1967 - 5 (Av. Mistral - Pl. Catalana)
08.08.1969 - Estableix parada a la Pl. Nen de l'Aro
18.12.1969 - Passa a circular pel carrer Camèlies
21.01.1970 - Circula per Ausias March i Bailen
07.02.1970 - Circula per Bailen en comptes de Pº General Mola
17.11.1970 - Canvia el sentit de circulació de Sepúlveda, Floridablanca i Tamarit
02.03.1972 - Deixa de circular pel carrer Casanova
01.08.1972 - Per obres a la Rda. Guinardó circula per Secretari Coloma
08.08.1972 - Per canvis de direcció dels carrers Viladomat, Calàbria i Rocafort modifica el seu itinerari
20.09.1974 - Un cop acabades les obres de la Rda. Guinardó torna a circular per ella
10.01.1978 - 5 (Palau dels Esports - Pl. Catalana)
31.01.1978 - Modifica lleument el bucle del Palau dels Esports
15.09.1980 - Passa a ser de cobrament automàtic
28.11.1980 - Canvi de recorregut no conegut
18.05.1981 - S'estableix un sistema de cobrament obert
18.05.1983 - Passa a denominar-se amb el número 55
01.01.1985 - Canvi de recorregut no conegut
23.09.1986 - Canvi de recorregut no conegut
19.02.1987 - Canvi de recorregut no conegut
29.11.1993 - Canvi de nom Av. Tècnica
02.10.1995 - Modificació del recorregut desconeguda
11.10.1995 - Modificació del recorregut desconeguda
09.10.1995 - Canvi de recorregut no conegut
15.12.1995 - Modificació del recorregut desconeguda
19.12.1995 - Canvi de recorregut no conegut
13.02.1996 - Canvi de recorregut no conegut
11.03.1996 - Modificació recorregut desconeguda
13.08.1996 - Canvi de recorregut no conegut
09.12.1997 - 55 (Poble Sec - Pl. Catalana)
22.05.2002 - 55 (Parc de Montjuïc - Pl. Catalana)
09.05.2003 - Àmplia el seu recorregut a la Pl. Dante
07.11.2017 - Deixa de circular pel carrer Tamarit
26.11.2018 - Escurça el seu recorregut a la Pl. Urquinaona
30.05.2020 - Per la campanya “Obrim els carrers” els dissabtes i diumenges modifica el seu recorregut